# 承富駅
承富駅（スンブえき）は、慶尚北道奉化郡にある、韓国鉄道公社の駅である。

## 駅構造

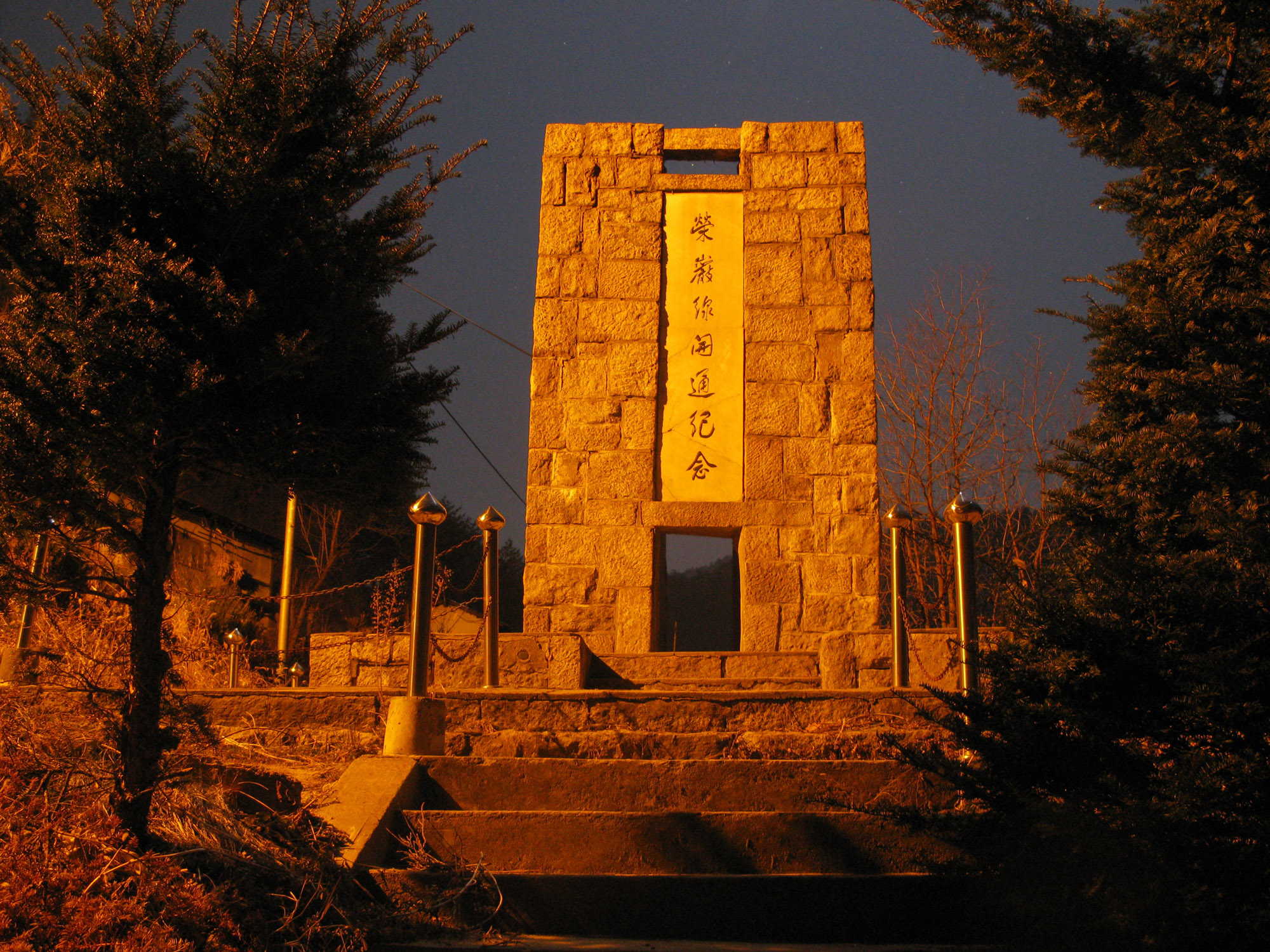
栄厳線開通記念碑

- 1面3線の地上駅。

## 歴史
- 1956年1月1日：開業[1]。
- 2013年2月21日：栄厳線開通記念碑が大韓民国登録文化財第540号に登録。
- 2013年4月12日：中部内陸循環列車（O-Train）および白頭大幹峡谷列車（V-Train）が運行開始

## 隣の駅
韓国鉄道公社
嶺東線
両元駅 - 承富駅　- 石浦駅